# Ентре-Дору-і-Вога
Субрегіон Ентре-Дору-і-Вога (порт. Entre Douro e Vouga) — економіко-статистичний субрегіон в північній Португалії, входить до складу Північного регіону. Включає в себе частину округу Авейру. 
Територія — 859 км². Населення —  276 814 осіб. Густота населення —  322 особи/км². 
Субрегіон межує: 
- на півночі — субреґіони Великий Порту та Тамега
- на сході — субрегіон Дан-Лафойнш
- на півдні — субрегіон Байшу-Вога
- на заході — субрегіон Байшу-Вога

## Громади
Субрегіон включає в себе 5 громад округу Авейру: 
- Ароука
- Вале-де-Камбра
- Олівейра-де-Аземейш
- Сан-Жуан-да-Мадейра
- Санта-Марія-да-Фейра

| Португалія | Це незавершена стаття з географії Португалії. Ви можете допомогти проєкту, виправивши або дописавши її. |